# Bilal Kısa
Bilal Kısa (Merzifon, 22 de junio de 1983) es un exfutbolista turco que jugaba en la demarcación de centrocampista.

## Selección nacional
Debutó con la selección de fútbol de Turquía el 28 de mayo de 2006 en un partido amistoso contra Estonia que finalizó con un resultado de empate a uno. Además jugó un partido de clasificación para la Eurocopa 2016 en el que anotó un gol contra Letonia.

### Goles internacionales
| # | Fecha                 | Estadio                       | Oponente | Gol | Resultado | Competición                         |
| - | --------------------- | ----------------------------- | -------- | --- | --------- | ----------------------------------- |
| 1 | 13 de octubre de 2014 | Estadio Skonto, Riga, Letonia | Letonia  | 0-1 | 1–1       | Clasificación para la Eurocopa 2016 |

## Clubes
| Club                 | País    | Año       | Partidos | Goles |
| -------------------- | ------- | --------- | -------- | ----- |
| Fenerbahçe S. K.     | Turquía | 2000-2003 | 1        | 0     |
| İzmirspor            | Turquía | 2003-2004 | 31       | 10    |
| Malatyaspor          | Turquía | 2004-2006 | 58       | 6     |
| Ankaraspor           | Turquía | 2006-2010 | 89       | 10    |
| Ankaragücü (cedido)  | Turquía | 2010      | 9        | 0     |
| Karşıyaka S. K.      | Turquía | 2010-2011 | 21       | 0     |
| Karabükspor          | Turquía | 2011-2013 | 34       | 5     |
| Akhisar Belediyespor | Turquía | 2013-2015 | 80       | 9     |
| Galatasaray S. K.    | Turquía | 2015-2016 | 36       | 8     |
| Bursaspor            | Turquía | 2016-2017 | 17       | 0     |
| Akhisar Belediyespor | Turquía | 2018-2019 | 38       | 1     |
| Boluspor             | Turquía | 2019-2020 | 24       | 2     |

## Palmarés

### Campeonatos nacionales
| Título               | Club                 | País    | Año  |
| -------------------- | -------------------- | ------- | ---- |
| Superliga de Turquía | Fenerbahçe S. K.     | Turquía | 2001 |
| Supercopa de Turquía | Galatasaray S. K.    | Turquía | 2015 |
| Copa de Turquía      | Galatasaray S. K.    | Turquía | 2016 |
| Copa de Turquía      | Akhisar Belediyespor | Turquía | 2018 |
| Supercopa de Turquía | Akhisar Belediyespor | Turquía | 2018 |